# 506
506 (DVI) fue un año común comenzado en domingo del calendario juliano, en vigor en aquella fecha.
En el Imperio romano, el año fue nombrado el del consulado de Mesala y Dagalaifo, o menos comúnmente, como el 1259 Ab urbe condita, adquiriendo su denominación como 506 al establecerse el anno Domini por el 525.

## Acontecimientos

### Por lugar

#### Imperio bizantino
- El Imperio bizantino y Persia aceptan un acuerdo de paz basado en el statu quo.
- La ciudad de Dara en Mesopotamia es fortificada por el emperador Anastasio I como frontera contra Persia.

### Por tema

#### Artes y ciencias
- 22 de febrero: en el reino visigodo de Tolosa, el rey Alarico II promulga la Lex Romana Visigothorum o Breviario de Alarico, que resume el Derecho romano vigente en su reino.
- Este año fue la época de los cálculos del astrónomo hindú Varaja Mijira (505-587) en su libro Pañcha siddhāntikā (según el libro Indian Wisdom, de sir M. Monier-Williams, 176).

#### Religión
- 10 de septiembre: Los obispos de la Galia visigoda se encuentran en el Concilio de Agde.
- El antipapa Lorenzo renuncia definitivamente a sus aspiraciones al papado.

#### Ficción
- Se supone que es la época en que vivió el rey Arturo.

#### Derecho
- Se promulga el Breviario de Alarico.

## Fallecimientos
- Pedro (usurpador hispanorromano)